# Cercopimorpha complexa
Cercopimorpha complexa är en fjärilsart som beskrevs av M.Gaede 1926. Cercopimorpha complexa ingår i släktet Cercopimorpha och familjen björnspinnare. Inga underarter finns listade i Catalogue of Life.